# Bucești
Bucești – wieś w Rumunii, w okręgu Gałacz, w gminie Ivești. W 2011 roku liczyła 3870 mieszkańców.